# Never Gonna Give You Up
Singles de Rick Astley
When You Gonna Whenever You Need Somebody
Never Gonna Give You Up est une chanson du chanteur Rick Astley tiré de son premier album Whenever You Need Somebody (1987).
Son clip est devenu la base d'un phénomène Internet au début des années 2000, le rickroll. Le phénomène « rickroll » a connu son apogée en 2008 et a permis à Rick Astley de décrocher un MTV Europe Music Awards. Le mercredi 28 juillet 2021, le clip officiel a cumulé un milliard et demi de vues sur YouTube.

## Reprises et références dans la culture populaire
En 1996, Never Gonna Give You Up est reprise par le boys band français 2Be3 sous le titre Toujours là pour toi.
La musique a également été parodiée quelquefois, notamment avec la musique « barack roll », reprenant les paroles de la musique avec la voix du 44e président des États-Unis.
De plus, on peut entendre dans l'épisode 6 de la seconde saison de la série Better Off Ted, diffusé le 5 janvier 2010 sur ABC, une version chantée par Portia de Rossi. Nous pouvons aussi entendre dans l'épisode 18 de la saison 5 de Les Griffin Brian qui chante cette même chanson, et nous pouvons apercevoir le « cousin » de Rick Astley. On peut aussi l'entendre à la radio dans l'épisode 8 Father Days de la 1re saison de Doctor Who, diffusé sur BBC.
En 2011, le groupe The Famous Class reprendra le titre dans un « rock cover ».
Elle a aussi été reprise en 2019 par le groupe japonais Satellite Young.
Cette chanson est présente dans le jeu vidéo Just Dance 4.
On la retrouve également dans le Shaku Shaku
Le 15 février 2020, dans le jeu Fortnite Battle Royale, Epic Games a créé une émote "je t'abandonnerai jamais" dont la musique est Never Gonna Give You Up.
Le 1er avril 2023, dans le jeu Rocket League, une hymne de joueur utilisant la musique fut sortie dans le jeu et le chat rapide en partie est modifié avec les paroles de la chanson.

## Classements
| Classement (1987–1988)                          | Meilleure position |
| ----------------------------------------------- | ------------------ |
| Afrique du Sud (Springbok Radio)                | 1                  |
| Allemagne (Media Control AG)                    | 1                  |
| Australie (Kent Music Report)                   | 1                  |
| Autriche (Ö3 Austria Top 40)                    | 4                  |
| Belgique (Flandre Ultratop 50 Singles)          | 1                  |
| Belgique (Flandre VRT Top 30)                   | 1                  |
| Canada (100 Singles)                            | 1                  |
| Canada (Adult Contemporary)                     | 1                  |
| Danemark (Tracklisten)                          | 1                  |
| Espagne (AFYVE)                                 | 1                  |
| États-Unis (Adult Contemporary)                 | 1                  |
| États-Unis (Billboard Hot 100)                  | 1                  |
| États-Unis (Cash Box)                           | 1                  |
| États-Unis (Hot Dance Club Play)                | 1                  |
| États-Unis (Hot Dance Music/Maxi-Singles Sales) | 1                  |
| Finlande (Suomen virallinen lista)              | 1                  |
| France (SNEP)                                   | 6                  |
| Irlande (IRMA)                                  | 2                  |
| Italie (FIMI)                                   | 3                  |
| Norvège (VG-lista)                              | 1                  |
| Nouvelle-Zélande (RMNZ)                         | 1                  |
| Pays-Bas (Nederlandse Top 40)                   | 1                  |
| Pays-Bas (Single Top 100)                       | 1                  |
| Royaume-Uni (UK Singles Chart)                  | 1                  |
| Suède (Sverigetopplistan)                       | 1                  |
| Suisse (Schweizer Hitparade)                    | 2                  |

| Classement (2008)              | Meilleure position |
| ------------------------------ | ------------------ |
| Royaume-Uni (UK Singles Chart) | 73                 |

| Classement (1987)              | Position |
| ------------------------------ | -------- |
| Belgique (Flandre Ultratop 50) | 7        |
| Italie (FIMI)                  | 13       |
| Pays-Bas (Nederlandse Top 40)  | 6        |
| Pays-Bas (Single Top 100)      | 5        |
| Royaume-Uni (UK Singles Chart) | 1        |
| Suisse (Schweizer Hitparade)   | 20       |

| Classement (1988)                | Position |
| -------------------------------- | -------- |
| Afrique du Sud (Springbok Radio) | 1        |
| Australie (ARIA)                 | 8        |
| États-Unis (Billboard Hot 100)   | 4        |
| États-Unis (Cash Box)            | 2        |

| Pays              | Certification | Date               | Ventes  |
| ----------------- | ------------- | ------------------ | ------- |
| Allemagne (BVMI)  | Or            | 1987               | 250 000 |
| Canada (CRIA)     | Or            | 17 mai 1988        | 5 000   |
| États-Unis (RIAA) | Or            | 24 février 1989    | 500 000 |
| France (SNEP)     | Argent        | 1987               | 267 000 |
| Royaume-Uni (BPI) | Or            | 1er septembre 1987 | 400 000 |
| Suède (IFPI)      | Or            | 21 octobre 1987    | 10 000  |